# حذية (ناطع)

تعديل مصدري - تعديل

حذية هي إحدى قرى عزلة ال فرج بمديرية ناطع التابعة لمحافظة البيضاء، بلغ تعداد سكانها 98 نسمة حسب تعداد اليمن لعام 2004.